# 小內小南
小內小南（日语：ウッチャンナンチャン），簡稱，日本漫才團體，由內村光良（ウッチャン）與南原清隆（ナンチャン）兩位搞笑藝人組成。這個團體在1985年組成，與隧道二人組、DOWN TOWN齊名，被稱為搞笑界第三世代的領導者之一。所屬經紀公司為柵木藝能社。

## 成員
- 內村光良：在主持及演出時站在右方，但是擔任司儀時站在左方。
- 南原清隆：主持及演出時站在左方，擔任司儀時站在右方。

## 演出歷史
1985年，在横濱放送映畫專門學院（今日本映畫大學）的漫才課程上，內村光良與南原清隆組成團體表演，獲得好評。經講師內海桂子與內海好江推薦，內村光良與南原清隆與柵木藝能社簽約，開始他們的演藝事業。兩人參與選秀綜藝節目《搞笑巨星誕生！》（お笑いスター誕生!），獲得冠軍，展露頭角。
1987年，加入同期生出川哲朗領導的劇團SHA・LA・LA，負責舞台劇的腳本創作與演出。

## 外部連結
- 經紀公司個人介紹頁 （页面存档备份，存于）（日語）